# Nabor
Nabor je način za ugotovitev sposobnosti za vojaško službo. Vojaškega obveznika pred služenjem vojaškega roka imenujemo nabornik. V Sloveniji nimamo več naborniškega sistema, temveč poklicno vojsko.